# Valent Sinković
Valent Sinković, född den 2 augusti 1988 i Zagreb, är en kroatisk roddare.

## Karriär
Valent Sinković tog OS-silver i scullerfyra i samband med de olympiska roddtävlingarna 2012 i London.
Vid de olympiska roddtävlingarna 2016 i Rio de Janeiro tog han guld i dubbelsculler tillsammans med sin bror Martin Sinković. Vid olympiska sommarspelen 2020 i Tokyo tog han guld tillsammans med Martin Sinković i tvåa utan styrman.
I maj 2023 vid EM i Bled tog Sinković och brodern Martin guld i dubbelsculler, vilket var deras totalt sjunde EM-guld tillsammans. I september 2023 tog bröderna Sinković silver i dubbelsculler vid VM i Belgrad. Vid olympiska sommarspelen 2024 i Paris tog bröderna Sinković guld i tvåa utan styrman.
Vid EM 2025 i Plovdiv tog Sinković silver i fyra utan styrman tillsammans med Patrik Lončarić, Anton Lončarić och sin bror Martin Sinković.